# Société générale aéronautique
La Société générale aéronautique (SGA) est un constructeur aéronautique français disparu.